# Барнсли (район, Саут-Йоркшир)
Барнсли (англ. Barnsley) — метрополитенский район в церемониальном графстве Саут-Йоркшир в Англии. Административный центр — город Барнсли.

## География
Район расположен в северо-западной части графства Саут-Йоркшир, граничит на севере с графством Уэст-Йоркшир, на западе — с Дербишир.

## Состав
В состав района входят 5 городов:
- Барнсли
- Брирли (англ.)
- Пенистон
- Уомбуэлл (англ.)
- Хойленд (англ.)